# 克雷米茨奥厄
克雷米茨奥厄（德語：Kremitzaue）是德国勃兰登堡州的市镇，隶属于易北-埃尔斯特县，总面积为23.59平方千米，截至2020年总人口为806人。